# Dammen (Svartnäs socken, Dalarna)
Dammen är en sjö i Falu kommun i Dalarna och ingår i Gavleåns huvudavrinningsområde. Sjön har en area på 0,312 kvadratkilometer och ligger 285,5 meter över havet. Sjön avvattnas av vattendraget Gavleån.

## Delavrinningsområde
Dammen ingår i det delavrinningsområde (675624-151613) som SMHI kallar för Utloppet av Dammen. Medelhöjden är 338 meter över havet och ytan är 5,57 kvadratkilometer. Räknas de 22 avrinningsområdena uppströms in blir den ackumulerade arean 151,68 kvadratkilometer. Avrinningsområdets utflöde Gavleån mynnar i havet. Avrinningsområdet består mestadels av skog (88 procent). Avrinningsområdet har 0,31 kvadratkilometer vattenytor vilket ger det en sjöprocent på 5,5 procent.